# Усть-Калманка
Усть-Калма́нка (рос. Усть-Калманка) — село, центр Усть-Калманського району Алтайського краю, Росія. Адміністративний центр Усть-Калманської сільської ради.

## Населення
Населення — 6371 особа (2010; 6712 у 2002).
Національний склад (станом на 2002 рік):
- росіяни — 97 %